# Margaretha Lindahl
Margaretha Lindahl, née le 20 octobre 1974 à Sveg, est une curleuse suédoise. 
Elle remporte la médaille de bronze aux Jeux olympiques d'hiver de 1998 à Nagano. Elle est sacrée à deux reprises championne du monde (1998 et 1999) et vice-championne d'Europe (1999).